# Jim Davis (auteur)
Pour les articles homonymes, voir Jim Davis et Davis.
James Robert Davis, dit Jim Davis, est un auteur de bande dessinée américain. Il est le créateur en 1978 du personnage de bande dessinée Garfield.

## Biographie

### Jeunesse

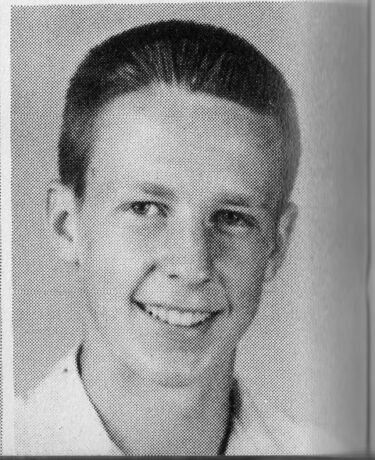
Jim Davis en 1962.

Jim Davis naît le 28 juillet 1945 à Marion, près de Fairmount dans l'Indiana où il grandit dans la petite ferme de ses parents, Jim senior et Betty, avec son frère Dave et vingt-cinq chats.
Enfant, Jim est asthmatique, ce qui l'empêche de sortir et de jouer avec les autres enfants. Il n'a même pas la force de regarder la télévision. Il se met alors à lire des bandes dessinées avec beaucoup d'intérêt et s'essaie même déjà au dessin mais avec peu de succès (il devait mettre une flèche et un nom à côté des objets dessinés pour indiquer de quoi il s'agissait !). [réf. nécessaire]

### La bande dessinée
Après l'université, Jim Davis travaille dans une agence de publicité locale, puis il rencontre Tom K. Ryan, auteur de la bande dessinée Tumbleweeds (en), et devient son assistant, ce qui lui permit d'acquérir beaucoup d'expérience.
Jim se décide à lancer sa propre bande dessinée : le personnage principal est un moucheron, nommé Gnorm Gnat (en), voyant le monde sous un autre angle et faisant du cynisme sur la vie. Celle-ci fut publiée pendant cinq ans dans The Muskegon Chronicle, un journal local du Michigan.
Cela ne rapporte pas suffisamment à Jim, qui contacte des éditeurs nationaux. Un jour, l'un d'entre eux lui répond que les idées et les dessins sont bons mais que le lecteur ne s'identifierait pas aux insectes.
Jim cherche alors un autre animal car il ne veut pas d'un humain comme héros. Constatant que les chiens de bande dessinée marchent très bien pour ceux qui les aiment bien, il se dit que ce serait la même chose pour les chats, et qu'il pourrait se baser sur sa propre expérience.
C'est ainsi qu'il crée Garfield, qui est finalement accepté par le diffuseur de contenu United Feature Syndicate et publié le 19 juin 1978 dans 41 journaux.
En 1981, Jim Davis fonde la société Paws Inc. (en) qui produit et poursuit son œuvre, ainsi que des produits dérivés et encore aujourd'hui il y a de plus en plus d'exemplaires de Garfield.

## Prix et récompenses

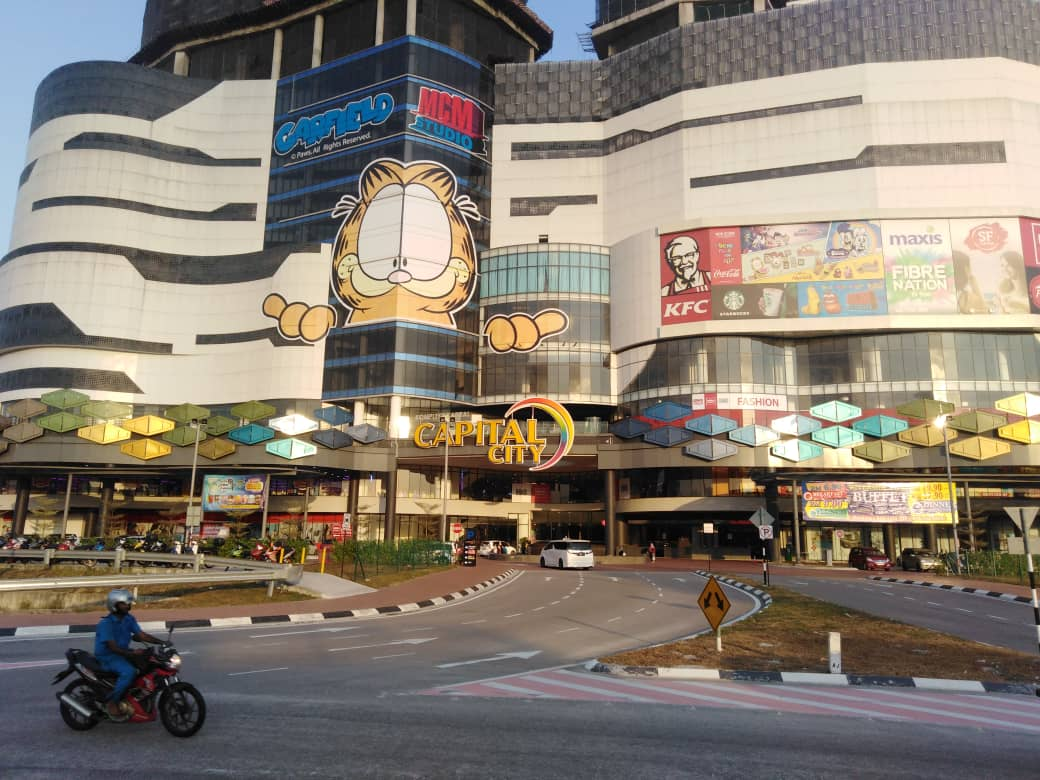
L'image du « héros » de Davis est utilisé internationalement. Garfield apparaît ainsi sur la façade du « Capital City », centre commercial à Johor Bahru en Malaisie.

- 1982 : Prix du comic strip humoristique de la National Cartoonists Society pour Garfield
- 1986 : Prix du comic strip humoristique de la NCS pour Garfield ; Prix Elzie Segar de la NCS
- 1990 : Prix Reuben pour Garfield
- 2016 : Prix Inkpot

## Anecdotes
- On trouve plusieurs parallèles entre l'enfance de Jim et Jon Arbuckle, le maître de Garfield dans la bande dessinée : il a aussi grandi dans une ferme avec son frère Doc Boy, il est aussi dessinateur, et fête également son anniversaire le 28 juillet.
- Initialement Garfield ne souriait jamais, et l'éditeur suisse Oll Pétrini lui fit remarquer qu'il serait plus plaisant à regarder s'il souriait. Jim le fit sourire et lui donna un nounours appelé Pooky.
- Jim mit fin à la publication de Gnorm Gnat en le faisant écraser par un pied géant venu du ciel.